# STOVL

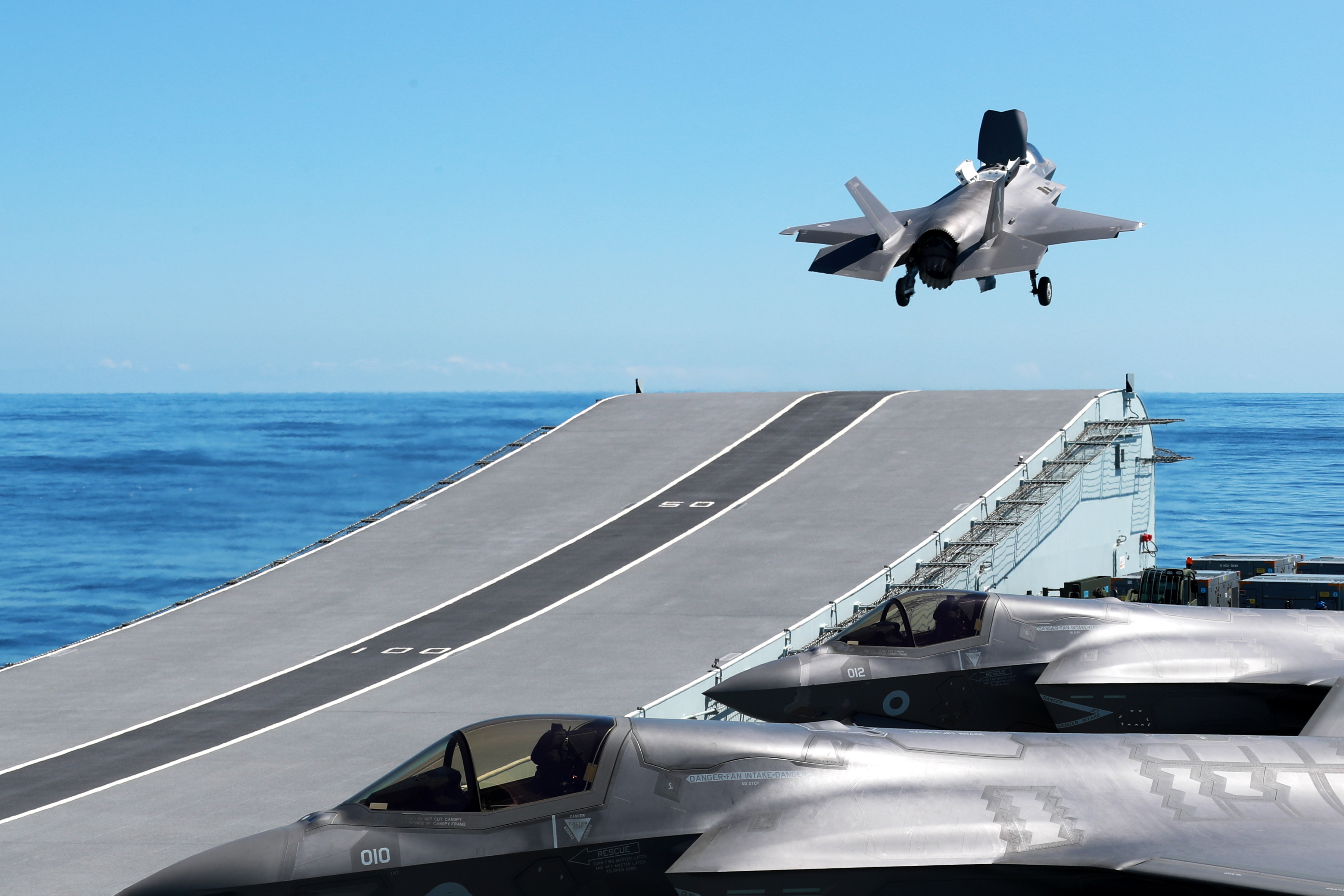
F-35 podczas krótkiego startu z użyciem skoczni

STOVL - akronim od angielskiego Short Take Off and Vertical Landing używany w lotnictwie do określania zdolności samolotu do krótkiego startu i pionowego lądowania.
Zdolność niektórych samolotów do startowania z krótkich pasów i lądowania w każdym miejscu, nawet bez pasa startowego. Czasami własność ta jest wykorzystywana na lotniskowcach wyposażonych w specjalne skocznie startowe (ang. ski-jump), zamiast systemu katapultowego.
Samoloty STOVL mają zazwyczaj większy udźwig niż porównywalne samoloty VTOL, ale potrzebują pasa startowego. Najbardziej znanym przykładem takiego samolotu jest Hawker Siddeley Harrier, który technicznie będąc samolotem typu VTOL, może startować także jako STOVL dzięki czemu udźwig uzbrojenia i paliwa jest większy niż przy starcie pionowym. Samoloty łączące możliwość pionowego i skróconego startu określane są również jako V/STOL. To samo dotyczy samolotu F-35B Joint Strike Fighter.

## Inne samoloty STOVL
- Jakowlew Jak-38 (Rosja)
- McDonnell Douglas AV-8B Harrier II (Stany Zjednoczone)
- F-35B Lightning II (Stany Zjednoczone)